# 環日本海経済圏
環日本海経済圏（かんにほんかいけいざいけん）は、日本海を取り囲む日本、ロシア連邦、中華人民共和国、大韓民国、朝鮮民主主義人民共和国から形成される経済圏で、東西冷戦の終結後に浮上した構想である。新潟市は現在、中心的な拠点になっている。

## 概要
北東アジアは、ロシア極東部の天然資源、中国・北朝鮮の労働力、日本・韓国の資本と技術を組み合わせることで相互補完的な経済圏を形成できる潜在力を持っており、これらの資源の利用を目指している。具体的にはサハリン沖開発や豆満江開発計画などがあり、国際空路・航路の開設計画も進行中である。
日本国内でも、国土開発から取り残されてきた裏日本とも呼ばれる日本海沿岸の道府県が地域活性化のため、地域浮揚のきっかけとして対岸諸国の自治体との交流の窓口を求めるようになり、職員の語学研修や留学生の招待、姉妹都市の提携、文化や芸術・スポーツの交流支援、医療協力、研究調査団の派遣、定期航空路・定期航路の積極的な開設を推し進め、人的・経済的交流を活発化させている。

## 構成地域
| 国名   | 首長                         | 代表都市   |
| ------ | ---------------------------- | ---------- |
| 日本   | 石破茂内閣総理大臣           | 新潟市     |
| 中国   | 習近平共産党総書記           | 北京市     |
| 韓国   | 尹錫悦大統領                 | ソウル市   |
| ロシア | ウラジミール・プーチン大統領 | モスクワ市 |
| 北朝鮮 | 金正恩労働党総書記           | 平壌市     |

## 前史
明治以来、戦前の歴史において、日本海の向こう側との貿易を意味する「対岸貿易」という用語が同様の意味をもった。港湾整備「築港」とそれに接続する国内交通網整備「鉄道敷設」により、地域の発展を図るという点で類似した将来構想であった。ロシア革命以後、日本海の対岸に共産主義政権が成立したため展開の余地なく、東西冷戦終結後の環日本海経済圏構想の時代を待たねばならなかった。
CiNiiで「環日本海経済圏」を検索すると1990年以降の論考が表示されるのも、この構想の登場が東西冷戦の終結と関連していたことを示唆する。